# キルキン
キルキンまたはシルキン (Circin, Circinn)は、6世紀から9世紀の同時代史料に記録されているピクト人領の地名で、現在のスコットランドにおける、テイ湾の北、グランピアン山地の南に位置していた。9世紀の四行連詩『Seven Children of Cruithne』で語られるピクト人の創設神話には、ピクト人の領域の神話的な創設者Cirigが登場しており、キルキンとはこの名の主格複数形であると考えられている。
同時代歴史史料は、ピクト人の領域を言い表す際、支配的な王国の名である「フォルトリウ」に次いで2番目に「キルキン」という名を使っている。ただし、キルキンという名を何らかの王国そのものの名として用いている史料はない。